# Konståkning vid olympiska vinterspelen 1976
Konståkning vid olympiska vinterspelen 1976 i Innsbruck, Tyrolen, Österrike innebar att isdans för första gången fanns med på det olympiska programmet.

## Medaljställning
| Pl. | Nation         | Guld | Silver | Brons | Totalt |
| --- | -------------- | ---- | ------ | ----- | ------ |
| 1   | Sovjetunionen  | 2    | 2      | 0     | 4      |
| 2   | USA            | 1    | 0      | 1     | 2      |
| 3   | Storbritannien | 1    | 0      | 0     | 1      |
| 4   | Östtyskland    | 0    | 1      | 2     | 3      |
| 5   | Nederländerna  | 0    | 1      | 0     | 1      |
| 6   | Kanada         | 0    | 0      | 1     | 1      |

## Herrar
| Medalj | Åkare                            |
| ------ | -------------------------------- |
| Guld   | John Curry (GBR)                 |
| Silver | Vladimir Kovalev (URS)           |
| Brons  | Toller Cranston (CAN)            |
| 4      | Jan Hoffmann (GDR)               |
| 5      | Sergey Nikolayevich Volkov (URS) |
| 6      | David Santee (USA)               |
| 7      | Terry Kubicka (USA)              |
| 8      | Yuri Ovchinnikov (URS)           |
| 9      | Minoru Sano (JPN)                |
| 10     | Robin Cousins (GBR)              |
| 11     | Mitsuru Matsumura (JPN)          |
| 12     | Zdenek Pazdirek (TCH)            |
| 13     | Pekka Leskinen (FIN)             |
| 14     | Stan Bohonek (CAN)               |
| 15     | Jean-Christophe Simond (FRA)     |
| 16     | Glyn Jones (GBR)                 |
| DNF    | Ron Shaver (CAN)                 |
| DNF    | Laszlo Vajda (HUN)               |
| DNF    | Ronald Koppelent (AUT)           |
| DNF    | William Schober (AUS)            |

## Damer
| Medalj | Åkare                           |
| ------ | ------------------------------- |
| Guld   | Dorothy Hamill (USA)            |
| Silver | Dianne de Leeuw (NED)           |
| Brons  | Christine Errath (GDR)          |
| 4      | Anett Pötzsch (GDR)             |
| 5      | Isabel De Navarre (FRG)         |
| 6      | Wendy Burge (USA)               |
| 7      | Susanna Driano (ITA)            |
| 8      | Linda Fratianne (USA)           |
| 9      | Lynn Nightingale (CAN)          |
| 10     | Dagmar Lurz (FRG)               |
| 11     | Marion Weber (GDR)              |
| 12     | Elena Vodorezova (URS)          |
| 13     | Emi Watanabe (JPN)              |
| 14     | Kim Alletson (CAN)              |
| 15     | Karena Richardson (GBR)         |
| 16     | Claudia Kristofics-Binder (AUT) |
| 17     | Yoon Hyo-jin (KOR)              |
| 18     | Grazyna Dudek (POL)             |
| 19     | Eva Durisinova (TCH)            |
| 20     | Sharon Burley (AUS)             |
| DNF    | Danielle Rieder (SUI)           |

## Paråkning
| Medalj | Åkare                                        |
| ------ | -------------------------------------------- |
| Guld   | Irina Rodnina & Alexander Zaitsev (URS)      |
| Silver | Romy Kermer & Rolf Österreich (GDR)          |
| Brons  | Manuela Groß & Uwe Kagelmann (GDR)           |
| 4      | Irina Vorobieva & Alexandr Vlasov (URS)      |
| 5      | Tai Babilonia & Randy Gardner (USA)          |
| 6      | Kerstin Stolfig & Veit Kempe (GDR)           |
| 7      | Karin Kunzle & Christian Kunzle (SUI)        |
| 8      | Corinna Halke & Eberhard Rausch (FRG)        |
| 9      | Marina Leonidova & Vladimir Bogoliubov (URS) |
| 10     | Ursula Nemec & Michael Nemec (AUT)           |
| 11     | Erica Taylforth & Colin Taylforth (GBR)      |
| 12     | Alice Cook & William Fauver (USA)            |
| 13     | Ingrid Spieglova & Alan Spiegel (TCH)        |
| 14     | Candace Jones & Donald Fraser (CAN)          |

## Isdans
| Medalj | Åkare                                         |
| ------ | --------------------------------------------- |
| Guld   | Ljudmila Pakhomova & Aleksandr Gorsjkov (URS) |
| Silver | Irina Moisejeva & Andrej Minenkov (URS)       |
| Brons  | Colleen O'Connor & Jim Millns (USA)           |
| 4      | Natalja Linitjuk & Gennadij Karponosov (URS)  |
| 5      | Krisztina Regöczy & Andras Sallay (HUN)       |
| 6      | Maltide Ciccia & Lamberto Ceserani (ITA)      |
| 7      | Hilary Green & Glyn Watts (GBR)               |
| 8      | Janet Thompson & Warren Maxwell (GBR)         |
| 9      | Teresa Weyna & Piotr Bojanczyk (POL)          |
| 10     | Barbara Berezowski & David Porter (CAN)       |
| 11     | Eva Pestova & Jiri Pokorny (TCH)              |
| 12     | Kay Barsdell & Kenneth Foster (GBR)           |
| 13     | Susan Carscallen & Eric Gillies (CAN)         |
| 14     | Isabella Rizzi & Luigi Freroni (ITA)          |
| 15     | Judi Genovesi & Kent Weigle (USA)             |
| 16     | Stefania Bertele & Walter Cecconi (ITA)       |
| 17     | Susan Kelley & Andrew Stroukoff (USA)         |
| DNF    | Susanne Handschmann & Peter Handschmann (AUT) |